# روئل
مارگارت"مگی" اکفرد (انگلیسی: Margaret "Maggie" Eckford؛ زادهٔ ۲۱ نوامبر ۱۹۸۵) معروف با نام هنری روئل (به انگلیسی: Ruelle) خواننده-ترانه‌پرداز اهل ایالات متحده آمریکا است. وی از سال ۲۰۱۰ میلادی تاکنون مشغول فعالیت بوده‌است. موسیقی او به‌طور گسترده‌ای در مجموعه‌های تلویزیونی به کار رفته‌است. از جمله او خواننده ترانهٔ آغازین مجموعه‌های سلسله‌ها («بازی بقا»)، شکارچیان سایه («این شکار است») و رویدادنامه شانارا («تا زمانی که سقوط کنیم») است.